# Karl Birger Femling
Karl Birger Femling, född 1908, död 1984, var en svensk företagare och hemslöjdsförsäljare.
Karl Birger Femling föddes i Klättorp som son till garvaren Olof Petersson och hans hustru Emma. Han startade och ledde bland annat Hemslöjdsförbundets Engrosförsäljning och blev med åren en känd profil i arbetet att sälja och sprida genuin svensk hemslöjd både i och utanför Sverige. K B Femling var något av en tusenkonstnär. På 40-talet drev han Herbabarerna i Stockholm, fyra till antalet, och på 50-talet hade han C Otto Gahms bosättningsaffär på Söder, stadens äldsta inom branschen. Femling var initiativtagare till insamlingen som möjliggjorde Dackemonumentet i Vissefjärda och han var själv högtidstalare vid invigningen